# فدراسیون سلطنتی دو و میدانی بلژیک
فدراسیون سلطنتی دو و میدانی بلژیک (انگلیسی: Royal Belgian Athletics League) سازمان اداره کننده ورزش دو و میدانی در کشور بلژیک است.
این فدراسیون که در سال ۱۹۱۲ تأسیس شده مقر آن در شهر بروکسل قرار دارد.